# Hoquei sobre patins als Jocs Olímpics d'estiu de 1992
Als Jocs Olímpics d'Estiu de 1992 celebrats a la ciutat de Barcelona (Catalunya) es disputà una competició d'hoquei sobre patins en categoria masculina, sent la primera vegada que aquest esport formà part del programa oficials dels Jocs, si bé com a esport de demostració.
La competició se celebrà entre els dies 26 de juliol i 7 d'agost de 1992 al Palau Blaugrana (Barcelona), el Pavelló Olímpic Municipal de Reus (Reus), el Pavelló Olímpic de l'Ateneu Agrícola (Sant Sadurní d'Anoia) i el Pavelló Olímpic de Vic (Vic).

## Comitès participants
Hi participaren un total de 120 jugadors de 12 comitès nacionals diferents:
| - Alemanya - Angola - Argentina - Austràlia | - Brasil - Espanya - Estats Units - Itàlia | - Japó - Països Baixos - Portugal - Suïssa |

## Resum de medalles
| Prova                | Or | Argent | Bronze |
| Competició masculina | ArgentinaGuillermo Herrmann · Alejandro Cairo · Pablo Cairo · José Luis Páez · Diego Allende · Gabriel Cairo · Raúl Montserrat · A. Rodríguez · Roberto Roldán · Alfredo Bridge | EspanyaRamon Canalda · Joan Carles i Colàs · Joan Ayats · Toni Rovira · Ferran Pujalte · Josep Benito · Alejandro Avecilla · Santi Carda · Ramon Peralta · Carles Folguera | ItàliaAlessandro Cupisti · Tommaso Colamaria · Francesco Amato · Enrico Bernardini · Roberto Crudeli · Massimo Mariotti · Enrico Mariotti · Dario Rigo · Giuseppe Marzella · Massimo Cunegatti |

## Medaller
| Posició | País      | Or | Argent | Bronze | Total |
| 1       | Argentina | 1  | 0      | 0      | 1     |
| 2       | Espanya   | 0  | 1      | 0      | 1     |
| 3       | Itàlia    | 0  | 0      | 1      | 1     |

## Resultats

### Primera ronda

#### Grup A
| Equips          | Pts | J | G | E | P | GF | GC |
| --------------- | --- | - | - | - | - | -- | -- |
| 1. Itàlia       | 9   | 5 | 4 | 1 | 0 | 54 | 8  |
| 2. Portugal     | 8   | 5 | 4 | 0 | 1 | 59 | 8  |
| 3. Argentina    | 6   | 5 | 2 | 2 | 1 | 22 | 9  |
| 4. Estats Units | 5   | 5 | 2 | 1 | 2 | 24 | 27 |
| 5. Suïssa       | 2   | 5 | 1 | 0 | 4 | 12 | 28 |
| 6. Japó         | 0   | 5 | 0 | 0 | 5 | 4  | 95 |

#### Grup B
| Equips           | Pts | J | G | E | P | GF | GC |
| ---------------- | --- | - | - | - | - | -- | -- |
| 1. Espanya       | 10  | 5 | 5 | 0 | 0 | 45 | 4  |
| 2. Brasil        | 8   | 5 | 4 | 0 | 1 | 27 | 12 |
| 3. Països Baixos | 5   | 5 | 2 | 1 | 2 | 22 | 24 |
| 4. Alemanya      | 4   | 5 | 2 | 0 | 3 | 13 | 17 |
| 5. Angola        | 3   | 5 | 1 | 1 | 3 | 7  | 23 |
| 6. Austràlia     | 0   | 5 | 0 | 0 | 5 | 7  | 42 |

### Semifinals
| Equips           | Pts | J | G | E | P | GF | GC |
| ---------------- | --- | - | - | - | - | -- | -- |
| 1. Espanya       | 9   | 5 | 4 | 1 | 0 | 19 | 8  |
| 2. Argentina     | 8   | 5 | 4 | 0 | 1 | 18 | 9  |
| 3. Portugal      | 6   | 5 | 3 | 0 | 2 | 22 | 12 |
| 4. Itàlia        | 4   | 5 | 2 | 0 | 3 | 21 | 19 |
| 5. Brasil        | 3   | 5 | 1 | 1 | 3 | 12 | 20 |
| 6. Països Baixos | 0   | 5 | 0 | 0 | 5 | 5  | 29 |

### Finals

#### Medalla de Bronze
| 7 d'agost de 1992   |     |                        |                             |  |
| Portugal            | 2–3 | Itàlia                 | Palau Blaugrana (Barcelona) |  |
| Ferreira Hugo Silva |     | Amato Mariotti Crudeli | Palau Blaugrana (Barcelona) |  |

#### Medalla d'Or
| 7 d'agost de 1992                   |     |                                          |                             |  |
| Espanya                             | 6–8 | Argentina                                | Palau Blaugrana (Barcelona) |  |
| Avecilla (2) Rovira (2) Ayats Colas |     | Páez (3) Allende (2) P. Cairo (2) Roldán | Palau Blaugrana (Barcelona) |  |